# Lithostege ochraceata
Lithostege ochraceata är en fjärilsart som beskrevs av Otto Staudinger 1897. Lithostege ochraceata ingår i släktet Lithostege och familjen mätare. Inga underarter finns listade i Catalogue of Life.